# Новий Борек (Підкарпатське воєводство)
Новий Борек (пол. Nowy Borek) — село в Польщі, у гміні Блажова Ряшівського повіту Підкарпатського воєводства.
Населення — 1642 особи (2011).
У 1975-1998 роках село належало до Ряшівського воєводства.

## Демографія
Демографічна структура станом на 31 березня 2011 року:
|          | Загалом | Допрацездатний вік | Працездатний вік | Постпрацездатний вік |
| -------- | ------- | ------------------ | ---------------- | -------------------- |
| Чоловіки | 815     | 199                | 516              | 100                  |
| Жінки    | 827     | 152                | 456              | 219                  |
| Разом    | 1642    | 351                | 972              | 319                  |